# Фернанду Мейра
Фернанду Мейра (порт. Fernando Meira, нар. 5 червня 1978, Гімарайш) — португальський футболіст, що грав на позиції захисника.
Виступав, зокрема, за «Штутгарт» та «Зеніт», з якими ставав національним чемпіоном, а також національну збірну Португалії, у складі якої став півфіналістом ЧС-2006.

## Клубна кар'єра

### Ранні роки
Фернанду Мейра народився в місті Гімарайш, Португалія. Почав футбольну кар'єру в клубі «Віторія» (Гімарайнш) в 17 років. Всього з 1995 по 1998 рік він провів за команду 23 матчі. Фернанду грав в основному на позиції центрального захисника, іноді діяв в ролі опорного півзахисника.
1998 року Мейра на правах оренди перейшов в клуб другого дивізіону «Фелгейраш». Через рік він повернувся до « Віторії», в якій завоював собі місце в основному складі. У сезоні 1999/00 на його рахунку 30 матчів і 2 голи.
Влітку 2000 року Мейра за 1,2 мільйона євро перейшов до «Бенфіку», в якій з часом став капітаном. У 2000—2001 роках він зіграв за лісабонський клуб в чемпіонаті. 46 матчів і забив 2 м'ячі.

### «Штутгарт»
У січні 2002 року центрального захисника за 7,5 мільйона євро придбав німецький «Штутгарт». У першому ж сезоні Фернанду зіграв за свою нову команду, яку тоді тренував Фелікс Магат, 32 матчі. Через рік «Штутгарт», ставши віце-чемпіоном Німеччини, вперше за останні 12 років завоював право виступати в Лізі чемпіонів, в якій він вперше в своїй історії дійшов до 1/8 фіналу . На цій стадії в лютому 2004 року німецький клуб зустрівся з «Челсі», і в першій грі, що проходила в Штутгарті, зазнав поразки. Єдиний гол у матчі забив у свої ворота якраз Мейра. У матчі-відповіді була зафіксована нульова нічия, і німецька команда вибула з турніру.

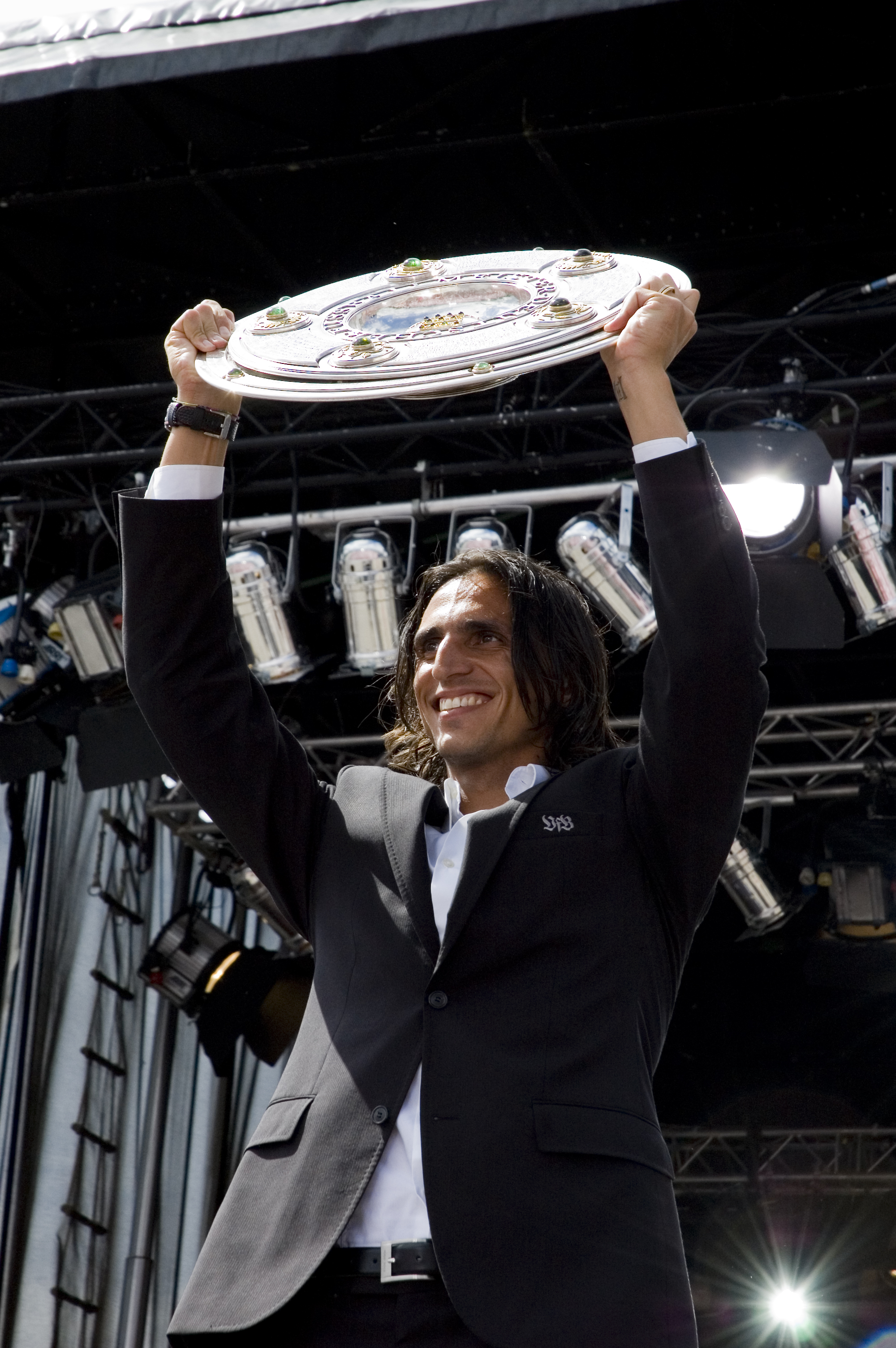
Фернанду Мейра святкує перемогу у чемпіонаті Німеччини. 27 травня 2007 року

Сезон 2004/05 для Фернанду склався не дуже вдало, в бундеслізі через травму в складі своєї команди, яка в підсумку фінішувала п'ятою, він з'явився на полі лише 16 разів. У Кубку УЄФА він провів 3 матчі.
Влітку 2005 року на посаді головного тренера «Штутгарта» Маттіаса Заммера змінив італійський тренер Джованні Трапаттоні. Але у зв'язку з невдалим виступом команди, вже в лютому 2006 року її очолив Армін Фе, який зробив ставку на перспективних гравців, відмовившись від послуг ветеранів команди. Мейра в цьому сезоні зіграв 32 матчі, крім того, він продовжив контракт зі «Штутгартом», термін якого закінчувався у 2007 році, до 2010 року.
У сезоні 2006/07 Фернанду став капітаном команди, незважаючи на те, що він зіграв лише 20 матчів у бундеслізі. Попри невдалий старт чемпіонату «Штутгарт», завдяки фінішному спурту з 8 перемог, вперше за 15 років здобув перемогу в чемпіонаті Німеччини. Під час святкувань Мейра пов'язав навколо руки шарф «Віторії» (Гімарайнш), віддавши, таким чином, данину поваги клубу, в якому починалася його кар'єра.

### «Галатасарай»
У липні 2008 року португальський захисник покинув «Штутгарт». Причиною розставання з німецький клубом Мейра назвав бажання змінити обстановку — представник «Штутгарта» заявив, що в 2007 році гравцем активно цікавився «Ювентус», але керівництво клубу навідріз відмовилося розлучатися з захисником. По ходу сезону Мейра неодноразово спілкувався з керівництвом на тему свого трансферу, і клуб пообіцяв більше не чинити перешкод у тому випадку, якщо надійде гідна пропозиція. І вона не змусила себе довго чекати — турецький «Галатасарай» виклав за португальця 4,500,000 євро.
За півроку Мейра встиг провести 38 матчів в різних турнірах і виграти Суперкубок Туреччини.

### «Зеніт»

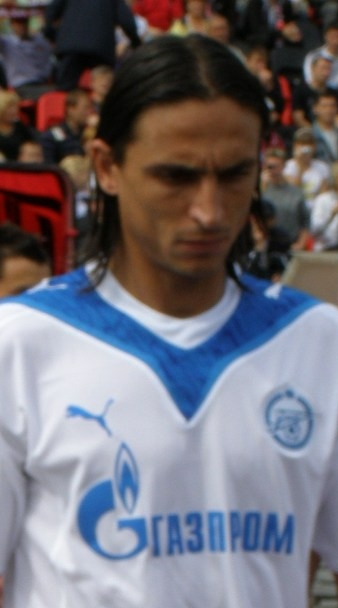
Фернанду Мейра під час виступів за петербурзький «Зеніт». 18 серпня 2009 року

У лютому 2009 року за 6,500,000 євро португальський захисник перейшов в петербурзький «Зеніт». Приєднавшись до синьо-біло-блакитних, Фернанду в першому ж матчі в складі нової команди вийшов на гостьовий матч проти  московського «Спартака», зайнявши позицію центрального захисника. Гра завершилася нічиєю, і ,хоча м'яч спартаківців, забитий вже на 2-й хвилині гри, відбувся не без участі португальця, його дебют справив приємне враження. У третьому турі того ж чемпіонату Мейрі вдалося відкрити голевий рахунок, взявши участь у розгромі «Томі».
У дебютному сезоні португалець впевнено закріпився в основному складі «Зеніту» і провів у чемпіонаті 22 матчі, але наступного року рік через травми захиснику довелося пропустити значну частину ігор, а 2011 року Мейра зіграв в основному складі всього три рази.
За два роки Фернанду Мейра 53 рази виходив на поле в зенітівській футболці і забив один гол. Разом з командою він виграв чемпіонат, Кубок і Суперкубок Росії.

### «Реал Сарагоса»
16 серпня 2011 року розірвав контракт з «Зенітом» і підписав контракт з іспанським клубом «Реал Сарагоса», де по закінченні сезону 2011–12 років і завершив ігрову кар'єру.

## Виступи за збірні
Протягом 1997—2000 років залучався до складу молодіжної збірної Португалії. На молодіжному рівні зіграв у 32 офіційних матчах.
У національній збірній Португалії Фернанду дебютував 11 жовтня 2000 року в матчі зі збірною Нідерландів, проте основним гравцем так і не став, через що на чемпіонат світу в Японії та Південній Кореї головний тренер національної збірної Антоніу Олівейра не взяв Мейра.
Як один з трьох футболістів у віці після 23 років Фернанду взяв участь у Літніх Олімпійських іграх 2004 року, де Мейра зіграв в усіх трьох матчах, але збірна посіла останнє місце у групі і не вийшла в плей-оф.
У головну команду країни Мейра знову був викликаний, коли її тренував Луїс Феліпе Сколарі. На чемпіонаті світу 2006 року у Німеччині він разом з Рікарду Карвалью склав основну пару центральних захисників, змінивши травмованого Жорже Андраде і зігравши в основі в усіх семи матчах допоміг збірній здобути 4 місце на турнірі.
2008 року майра був включений до заявки на чемпіонат Європи в Австрії та Швейцарії, де зіграв у трьох матчах, а португальці вилетіли у чвертьфіналі.
Незабаром після цього Мейра перестав викликатись до збірної. Протягом кар'єри у національній команді, яка тривала 9 років, провів у формі головної команди країни 54 матчі, забивши 2 голи.

## Статистика

### Клубна
| Чемпіонат  | Чемпіонат             | Чемпіонат         | Ліга | Ліга | Кубок            | Кубок            | Континент. змаг. | Континент. змаг. | Всього | Всього |
| Сезон      | Клуб                  | Ліга              | Ігри | Голи | Ігри             | Голи             | Ігри             | Голи             | Ігри   | Голи   |
| Португалія | Португалія            | Португалія        | Ліга | Ліга | Кубок Португалії | Кубок Португалії | Європа           | Європа           | Всього | Всього |
| ---------- | --------------------- | ----------------- | ---- | ---- | ---------------- | ---------------- | ---------------- | ---------------- | ------ | ------ |
| 1995/96    | «Віторія» (Гімарайнш) | Прімейра-Ліга     | 1    | 0    |                  |                  |                  |                  | 1      | 0      |
| 1996/97    | «Віторія» (Гімарайнш) | Прімейра-Ліга     | 14   | 0    |                  |                  |                  |                  | 14     | 0      |
| 1997/98    | «Віторія» (Гімарайнш) | Прімейра-Ліга     | 8    | 0    |                  |                  |                  |                  | 8      | 0      |
| 1998/99    | «Фелгейраш»           | Ліга де Онра (II) | 33   | 0    |                  |                  |                  |                  | 33     | 0      |
| 1999/00    | «Віторія» (Гімарайнш) | Прімейра-Ліга     | 30   | 2    | 4                | 0                | -                | -                | 34     | 2      |
| 2000/01    | «Бенфіка»             | Прімейра-Ліга     | 31   | 0    | 3                | 0                | 2                | 0                | 36     | 0      |
| 2001/02    | «Бенфіка»             | Прімейра-Ліга     | 15   | 2    | 2                | 0                | -                | -                | 17     | 2      |
| Німеччина  | Німеччина             | Німеччина         | Ліга | Ліга | Кубок Німеччини  | Кубок Німеччини  | Європа           | Європа           | Всього | Всього |
| 2001/02    | «Штутгарт»            | Бундесліга        | 14   | 2    | 0                | 0                | -                | -                | 14     | 2      |
| 2002/03    | «Штутгарт»            | Бундесліга        | 31   | 1    | 2                | 0                | 6                | 1                | 39     | 2      |
| 2003/04    | «Штутгарт»            | Бундесліга        | 32   | 1    | 3                | 0                | 8                | 0                | 43     | 1      |
| 2004/05    | «Штутгарт»            | Бундесліга        | 16   | 1    | 1                | 0                | 3                | 1                | 20     | 2      |
| 2005/06    | «Штутгарт»            | Бундесліга        | 32   | 0    | 2                | 0                | 6                | 0                | 40     | 0      |
| 2006/07    | «Штутгарт»            | Бундесліга        | 20   | 3    | 4                | 0                | -                | -                | 24     | 3      |
| 2007/08    | «Штутгарт»            | Бундесліга        | 28   | 3    | 3                | 0                | 6                | 0                | 37     | 3      |
| Туреччина  | Туреччина             | Туреччина         | Ліга | Ліга | Кубок Туреччини  | Кубок Туреччини  | Європа           | Європа           | Всього | Всього |
| 2008/09    | «Галатасарай»         | Суперліга         | 21   | 0    | 6                | 0                | 10               | 0                | 37     | 0      |
| Росія      | Росія                 | Росія             | Ліга | Ліга | Кубок Росії      | Кубок Росії      | Європа           | Європа           | Всього | Всього |
| 2009       | «Зеніт»               | Прем'єр-ліга      | 22   | 1    | 2                | 0                | 2                | 0                | 26     | 1      |
| 2010       | «Зеніт»               | Прем'єр-ліга      | 11   | 0    | 3                | 0                | 5                | 0                | 19     | 0      |
| 2011/12    | «Зеніт»               | Прем'єр-ліга      | 1    | 0    | 3                | 0                | 4                | 0                | 8      | 0      |
| Іспанія    | Іспанія               | Іспанія           | Ліга | Ліга | Кубок Іспанії    | Кубок Іспанії    | Європа           | Європа           | Всього | Всього |
| 2011/12    | «Реал Сарагоса»       | Ла Ліга           | 12   | 0    | 0                | 0                | 0                | 0                | 12     | 0      |
| Країна     | Португалія            | Португалія        | 132  | 4    | 9                | 0                | 2                | 0                | 143    | 4      |
| Країна     | Німеччина             | Німеччина         | 173  | 11   | 15               | 0                | 29               | 2                | 217    | 13     |
| Країна     | Туреччина             | Туреччина         | 21   | 0    | 6                | 0                | 10               | 0                | 37     | 0      |
| Країна     | Росія                 | Росія             | 34   | 1    | 8                | 0                | 11               | 0                | 53     | 1      |
| Країна     | Іспанія               | Іспанія           | 12   | 0    | 0                | 0                | 0                | 0                | 12     | 0      |
| Всього     | Всього                | Всього            | 348  | 16   | 32               | 0                | 43               | 2                | 423    | 18     |

### Збірна
| Збірна Португалії | Збірна Португалії | Збірна Португалії |
| Роки              | Ігри              | Голи              |
| ----------------- | ----------------- | ----------------- |
| 2000              | 2                 | 0                 |
| 2001              | 5                 | 0                 |
| 2002              | 4                 | 0                 |
| 2003              | 7                 | 0                 |
| 2004              | 1                 | 0                 |
| 2005              | 7                 | 2                 |
| 2006              | 10                | 0                 |
| 2007              | 8                 | 0                 |
| 2008              | 10                | 0                 |
| Всього            | 54                | 2                 |

## Титули і досягнення
- Чемпіон Німеччини (1):

«Штутгарт»: 2006-07
- Володар Суперкубка Туреччини (1):

«Галатасарай»: 2008
- Володар Кубка Росії (1):

«Зеніт»: 2009-10
- Чемпіон Росії (1):

«Зеніт»: 2010
- Володар Суперкубка Росії (1):

«Зеніт»: 2011